# Przemysław Kaczyński
Przemysław Kaczyński (ur. 1 kwietnia 1972 w Lidzbarku Warmińskim) – polski aktor.

## Życiorys
Jego debiut teatralny odbył się 5 grudnia 1992. W 1998 ukończył studia na Wydziale Aktorskim Akademii Teatralnej im. Aleksandra Zelwerowicza w Warszawie. Jest aktorem Teatru Współczesnego w Warszawie.

## Filmografia
- 1997–2010: Klan – Cyryl Fabiański, dziennikarz Radia „Sport i Muzyka”, siostrzeniec redaktora Jana Kłosa
- 1998: Amok – młody reporter
- 1999–2002: Miodowe lata – Adrian (odc. 39 Wiecznie młodzi), Cezary „Slayer” Jankowski (odc. 110 Dola idola)
- 2000: 13 posterunek 2 (odc. 40)
- 2000: Pół serio – operator Łukasz
- 2000: Żółty szalik – Paweł, syn bohatera
- 2000: Cud purymowy – policjant
- 2000: To my – „Rudy”
- 2001: Marszałek Piłsudski (odc. 6)
- 2001: Przeprowadzki – żołnierz (odc. 7)
- 2002–2010: Samo życie – lokator apartamentowca, w którym mieszka m.in. Łukasz Dunin
- 2002–2003: Szpital na perypetiach – Zygmunt Zawiejas, brat Henryka
- 2003: Kasia i Tomek – dekorator (odc. 5 III serii) – głos
- 2004: Camera Café – „Gaduła”, były pracownik (odc. 17)
- 2005: Boża podszewka II – partyzant Stasiuk (odc. 1)
- 2005: Parę osób, mały czas – młody poeta
- 2005: Tak miało być – Jarek Sieczkowski, pracownik stacji benzynowej Mirka
- 2005: Wiedźmy – agent nieruchomości (odc. 1)
- 2006: Ale się kręci – Adaś, asystent reżysera
- 2006: Halo Hans! – Sigurd von Thorgelsund (odc. 4)
- 2007: Hela w opałach – sprzedawca Franek (odc. 26)
- 2008: Kryminalni – prywatny detektyw Sławomir Pałys (odc. 93)
- 2009: Zero – operator filmów porno
- 2010: Ludzie Chudego - informator Łukasza (odc. 7)
- 2010: Na dobre i na złe – Włodek (odc. 426)
- 2010: Chichot losu – Grzegorz
- 2011: Ranczo  - Gumko (odc. 63)
- 2016: #WszystkoGra – kolega z teatru